# Artur Miziński
Artur Grzegorz Miziński (ur. 13 lutego 1965 w Opolu Lubelskim) – polski duchowny rzymskokatolicki, doktor habilitowany nauk prawnych w zakresie prawa kanonicznego, biskup pomocniczy lubelski od 2004, sekretarz generalny Konferencji Episkopatu Polski w latach 2014–2024.

## Życiorys
Urodził się 13 lutego 1965 w Opolu Lubelskim jako jedno z trojga dzieci Przemysława i Anny z domu Stochmal. Jedna z jego sióstr została zakonnicą w Zgromadzeniu Sióstr Rodziny Betańskiej. Kształcił się w Liceum Ogólnokształcącym w Kraśniku Fabrycznym, które ukończył w 1983. W latach 1983–1988 studiował w Wyższym Seminarium Duchownym w Lublinie. W 1988 na Katolickim Uniwersytecie Lubelskim uzyskał magisterium z teologii. 31 maja 1988 otrzymał w katedrze lubelskiej święcenia diakonatu. Święceń prezbiteratu udzielił mu 23 marca 1989 w katedrze w Lublinie biskup diecezjalny lubelski Bolesław Pylak. Inkardynowany został do diecezji lubelskiej. W latach 1992–1994 odbył studia w zakresie prawa kanonicznego w Ateneum św. Krzyża w Rzymie, które ukończył ze stopniem licencjata w zakresie prawa kanonicznego. Studia kontynuował na Papieskim Uniwersytecie Laterańskim, gdzie w 1996 uzyskał doktorat na podstawie dysertacji Ruolo preminente dell Ordinario nel processo penale canonico secondo la normativa del Codice di Diritto Canonico del 1983. Od 1996 do 1999 studiował w Studium Rotalnym przy Trybunale Roty Rzymskiej. Studia ukończył zdanym egzaminem i uzyskaniem tytułu adwokata Roty Rzymskiej. W 2012 na Wydziale Prawa, Prawa Kanonicznego i Administracji Katolickiego Uniwersytetu Lubelskiego Jana Pawła II na podstawie rozprawy Status prawny adwokata w Kościele łacińskim uzyskał stopień doktora habilitowanego nauk prawnych w zakresie prawa kanonicznego.
W latach 1989–1991 pracował jako wikariusz w parafii św. Józefa w Tomaszowie Lubelskim, a w latach 1991–1992 w parafii św. Maksymiliana Kolbego w Lublinie. W 1999 został adwokatem stałym przy Sądzie Metropolitalnym w Lublinie. W 2000 sprawował urząd wicekanclerza, następnie w latach 2000–2004 był kanclerzem Kurii Metropolitalnej w Lublinie. Został też członkiem rady kapłańskiej. W 2000 został kanonikiem gremialnym Kapituły Archikatedralnej w Lublinie.
W 1999 został pracownikiem naukowo-dydaktycznym w Katedrze Kościelnego Prawa Procesowego na Wydziale Prawa, Prawa Kanonicznego i Administracji Katolickiego Uniwersytetu Lubelskiego, początkowo na stanowisku asystenta, a od 2001 adiunkta. W latach 2012–2015 pełnił funkcję kierownika Katedry Kościelnego Prawa Karnego, w 2021 został członkiem Rady Naukowej Centrum Socjologicznych Badań nad Gospodarką i Internetem. W 2003 został członkiem Towarzystwa Naukowego Katolickiego Uniwersytetu Lubelskiego, a w 2005 członkiem zwyczajnym Stowarzyszenia Kanonistów Polskich, a w 2008 Komisji XIV Prawniczej Oddziału PAN w Lublinie. W 2012 został członkiem rady naukowej czasopisma „Kościół i Prawo”.
3 maja 2004 papież Jan Paweł II mianował go biskupem pomocniczym archidiecezji lubelskiej ze stolicą tytularną Tarasa in Numidia. Święcenia biskupie otrzymał 30 maja 2004 w archikatedrze lubelskiej. Udzielił mu ich arcybiskup metropolita lubelski Józef Życiński, któremu towarzyszyli Bolesław Pylak, emerytowany arcybiskup metropolita lubelski, i Andrzej Dzięga, biskup diecezjalny sandomierski. Jako zawołanie biskupie przyjął słowa „Misericordia Tua confisus sum” (Zaufałem miłosierdziu Twemu). W archidiecezji objął urząd wikariusza generalnego.  W 2014 w związku z objęciem urzędu sekretarza generalnego Konferencji Episkopatu Polski został zwolniony na czas pełnienia tej funkcji z obowiązku rezydencji na terenie archidiecezji lubelskiej i wykonywania zadań biskupa pomocniczego tej diecezji,
W ramach Konferencji Episkopatu Polski w latach 2005–2014 był delegatem ds. Duszpasterstwa Prawników, w latach 2006–2014 członkiem Rady Prawnej, a w latach 2010–2014 Rady ds. Środków Społecznego Przekazu. W latach 2014–2024, przez dwie kadencje, pełnił funkcję sekretarza generalnego Konferencji, z urzędu zasiadając w Radzie Stałej. W tym samym okresie należał także do Komisji Wspólnej Przedstawicieli Rządu RP i Episkopatu oraz Komisji Mieszanej: Biskupi – Wyżsi Przełożeni Zakonni, a w latach 2023–2024 do Rady ds. Mediów i Komunikacji Społecznej. W 2018 został członkiem Zespołu roboczego ds. nowelizacji Statutu i Regulaminu Konferencji Episkopatu Polski. W tym samym roku objął funkcję przewodniczącego Kościelnej Komisji Konkordatowej, a w 2024 został członkiem działającego przy niej Zespołu ds. Finansowania Kościoła. Wszedł w skład Zespołu ds. Wizyty Ojca Świętego w Polsce w 2016 r. oraz Ogólnopolskiego Komitetu Organizacyjnego Obchodów 1050. Rocznicy Chrztu Polski w 2016 r., a także objął funkcję przewodniczącego Komitetu Organizacyjnego ds. Wizyty Ojca Świętego w Polsce w 2016 roku. W latach 2014–2024 zasiadał w Radzie Nadzorczej Fundacji Opoka, a w 2024 został przewodniczącym Rady Fundacji. W 2020 objął funkcję wiceprzewodniczącego Rady Fundacji Świętego Józefa, a w latach 2022–2024 był członkiem Rady Fundacji Radość Miłości.
W 2019 został honorowym przewodniczącym Kapituły Nagrody im. ks. bp. Romana Andrzejewskiego.